# Meer niet!
 Meer niet! is het tweede livealbum van de Nederlandse band Tröckener Kecks, verschenen op dubbel-CD in 2002. Er werden hiervan geen nummers op single uitgebracht. De nummers zijn opgenomen op 22 november 2001 in de 013 in Tilburg tijdens de afscheidstournee die de band hield langs verschillende poppodia in Nederland en België.

## Hoes
Het hoesontwerp is van Odilo Girod. De foto’s in de hoes zijn genomen tijdens het concert in Paradiso Amsterdam op 24 december 2001.

## Nummers
| Nr. | Titel | Schrijver(s)                                                                  | Duur |
| --- | --- | ----------------------------------------------------------------------------- | ---- |
| 1.  | Niemand thuis | Rick de Leeuw, Theo Vogelaars, Gerben Ibelings, Rob van Zandvoort, Phil Tilli | 5:21 |
| 2.  | Meer niet | Rick de Leeuw, Theo Vogelaars, Gerben Ibelings, Rob van Zandvoort, Phil Tilli | 3:43 |
| 3.  | Met hart en ziel | Rick de Leeuw, Theo Vogelaars, Gerben Ibelings, Rob van Zandvoort, Phil Tilli | 3:48 |
| 4.  | Nu of nooit | Rick de Leeuw, Theo Vogelaars, Gerben Ibelings, Rob van Zandvoort, Phil Tilli | 4:34 |
| 5.  | In tranen | Rick de Leeuw, Theo Vogelaars, Gerben Ibelings, Rob van Zandvoort, Phil Tilli | 6:00 |
| 6.  | Veel te veel water | Rick de Leeuw, Theo Vogelaars, Gerben Ibelings, Rob van Zandvoort, Phil Tilli | 4:56 |
| 7.  | Waak lied | Rick de Leeuw, Theo Vogelaars, Gerben Ibelings, Rob van Zandvoort, Phil Tilli | 5:10 |
| 8.  | Zou je niettegenstaande de recente gebeurtenissen toch nog een verblijf op amoureus gebied in overweging willen nemen alsjeblieft | Rick de Leeuw, Theo Vogelaars, Gerben Ibelings, Rob van Zandvoort, Phil Tilli | 5:12 |
| 9.  | De jacht is mooier dan de vangst                                                                                                  | Rick de Leeuw, Theo Vogelaars, Gerben Ibelings, Rob van Zandvoort, Phil Tilli | 9:09 |
| 10. | Czaar Peterstraat | Rick de Leeuw, Theo Vogelaars, Gerben Ibelings, Rob van Zandvoort, Phil Tilli | 5:44 |
| 11. | Een dag, zo mooi | Rick de Leeuw, Theo Vogelaars, Gerben Ibelings, Rob van Zandvoort, Phil Tilli | 5:06 |
| 12. | Niemand danst | Rick de Leeuw, Theo Vogelaars, Gerben Ibelings, Rob van Zandvoort, Phil Tilli | 6:05 |
| 13. | Ik denk nooit meer aan jou | Rick de Leeuw, Theo Vogelaars, Gerben Ibelings, Rob van Zandvoort, Phil Tilli | 8:07 |

| Nr. | Titel                           | Schrijver(s)                                                                  | Duur |
| --- | ------------------------------- | ----------------------------------------------------------------------------- | ---- |
| 1.  | Paradijs                        | Rick de Leeuw, Theo Vogelaars, Gerben Ibelings, Rob van Zandvoort, Phil Tilli | 5:36 |
| 2.  | Altijd voor ‘t eerst            | Rick de Leeuw, Theo Vogelaars, Gerben Ibelings, Rob van Zandvoort, Phil Tilli | 5:20 |
| 3.  | Vanavond voor altijd            | Rick de Leeuw, Theo Vogelaars, Gerben Ibelings, Rob van Zandvoort, Phil Tilli | 4:25 |
| 4.  | Twee                            | Rick de Leeuw, Theo Vogelaars, Gerben Ibelings, Rob van Zandvoort, Phil Tilli | 4:22 |
| 5.  | Het feest van de gemiste kansen | Rick de Leeuw, Theo Vogelaars, Gerben Ibelings, Rob van Zandvoort, Phil Tilli | 4:22 |
| 6.  | Het komt nooit meer goed        | Rick de Leeuw, Theo Vogelaars, Gerben Ibelings, Rob van Zandvoort, Phil Tilli | 9:32 |
| 7.  | Trek je jas aan                 | Rick de Leeuw, Theo Vogelaars, Gerben Ibelings, Rob van Zandvoort, Phil Tilli | 8:15 |

## Muzikanten
De credits op de oorspronkelijke CD vermeldden:
- Gerben Ibelings - drums
- Rick de Leeuw - zang, mondharmonica
- Phil Tilli - gitaar, achtergrond zang
- Theo Vogelaars - bas, achtergrond zang
- Rob van Zandvoort - toetsen, achtergrondzang